# Шосе (фільм, 2002)
Шосе — американський незалежний драматичний фільм 2002 року за сценарієм Скотта Розенберга, знятий режисером Джеймсом Коксом. У ньому зіграли Джаред Лето, Джейк Джилленхол і Сельма Блер.

## Сюжет
Дія фільму розгортається в 1994 році в Лас-Вегасі з Пайлотом Келсоном (Джейк Джилленхол), торговцем наркотиками, який видає себе за камердинера і бере Rolls Royce клієнта, щоб підвезти свою дівчину на роботу. Його найкращий друг Джек Хейс (Джаред Лето) — самозайнятий прибиральник басейнів, якого спіймали на гарячому під час заняття сексом з Джиллі Мірандою (Кімберлі Кейтс), дружиною Берта Міранди (Марк Ролстон), активного учасника організованої злочинності. У той час як Джек виходить «сухим із води» у зв'язках з Мірандою, Міранда посилає трійку головорізів (їх у решті фільму називають «Панди Міранди»), щоб переламати ноги Джеку. Джек переконує Пайлота втекти, і Пайлот пропонує їм поїхати до Сіетла, не сказавши йому, що вони їдуть туди, щоб побачити перше кохання Пайлота. Головорізи здогадуються, куди вони прямують, і вирушають на полювання за Джеком.
Перебуваючи в закусочній, Джек і Пайлот втручаються, коли бачать напад на Кессі (Сельма Блер) на автостоянці закусочної. Кессі каже, що вона не знає, куди йти, тому Джек пропонує її підвезти.
По дорозі до Сіетла вони зустрічають старіючого дивака Джонні Фокса (Джон К. МакГінлі), який також опиняється в Сіетлі біля меморіалу нещодавно померлого Курта Кобейна. Пайлот знаходить свою юнацьку любов, але з розбитим серцем дізнається, що вона його не пам'ятає. Пілот знову зустрічається з Джеком, і, незважаючи на їхні спроби уникнути нападу панд Міранди, вони, нарешті, опиняються в глухому куті, а Джека зламані обидві ноги. Однак у Джека спалахує кохання з Кессі, і вони вдвох вирішують залишитися в Сіетлі, поки Джек лікується. Тим часом Пайлот вирішує повернутися до Вегасу, розуміючи, що піклується про Люсі, дівчину, яку він залишив.

## Актори
- Джаред Лето — Джек Гейс
- Джейк Джилленхол — Пайлот Келсон
- Сельма Блер — Кессі
- Джон С. МакГінлі — Джонні Лис
- Джеремі Півен — Скаудлі
- Френсіс Стернхаген — місіс Мюррей
- Кімберлі Кейтс — Джиллі Міранди
- Марк Ролстон — Берт Міранда
- Меттью Девіс — Буті
- MC Гейні — Стівен
- Арден Мірін — Люсі

## Прийом
Веб-сайт зі збору рецензій Rotten Tomatoes ще не сертифікував фільм, але відгуки неоднозначні.